# Quasipaa exilispinosa
Espèce
Synonymes
- Rana exilispinosa Liu & Hu, 1975
- Paa exilispinosa (Liu & Hu, 1975)

Statut de conservation UICN

 VU A2acd : Vulnérable
Quasipaa exilispinosa est une espèce d'amphibiens de la famille des Dicroglossidae.

## Répartition
Cette espèce est endémique de l'Est de la Chine. Elle se rencontre dans les provinces du Fujian, du Hunan et du Guangdong, dans la région autonome du Guangxi et dans la région administrative spéciale de Hong Kong jusqu'à 1 400 m d'altitude.

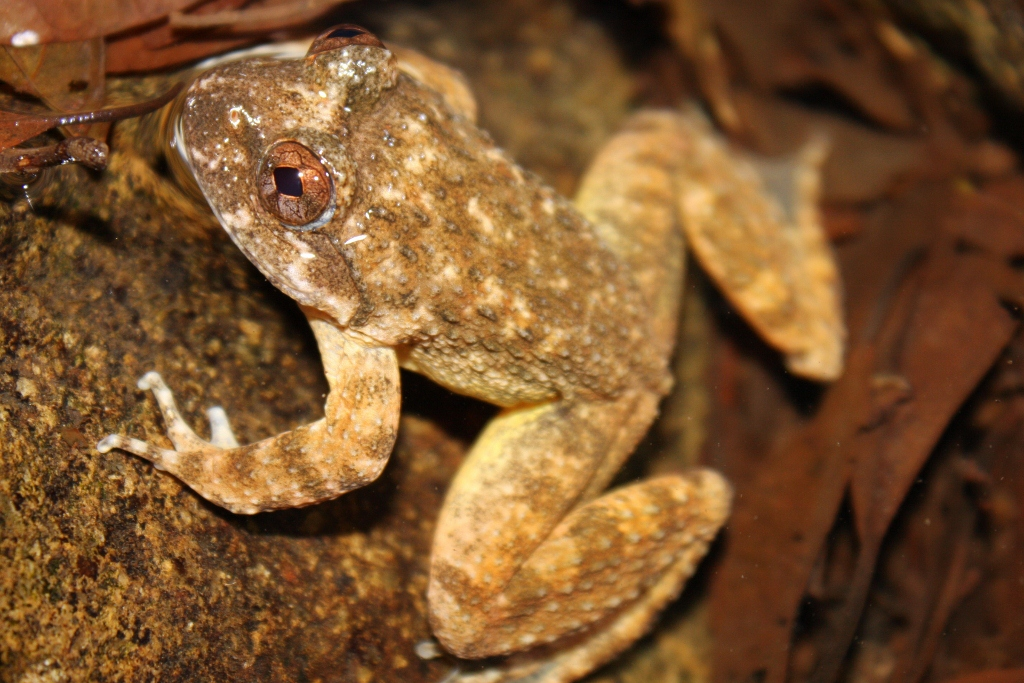
Quasipaa exilispinosa

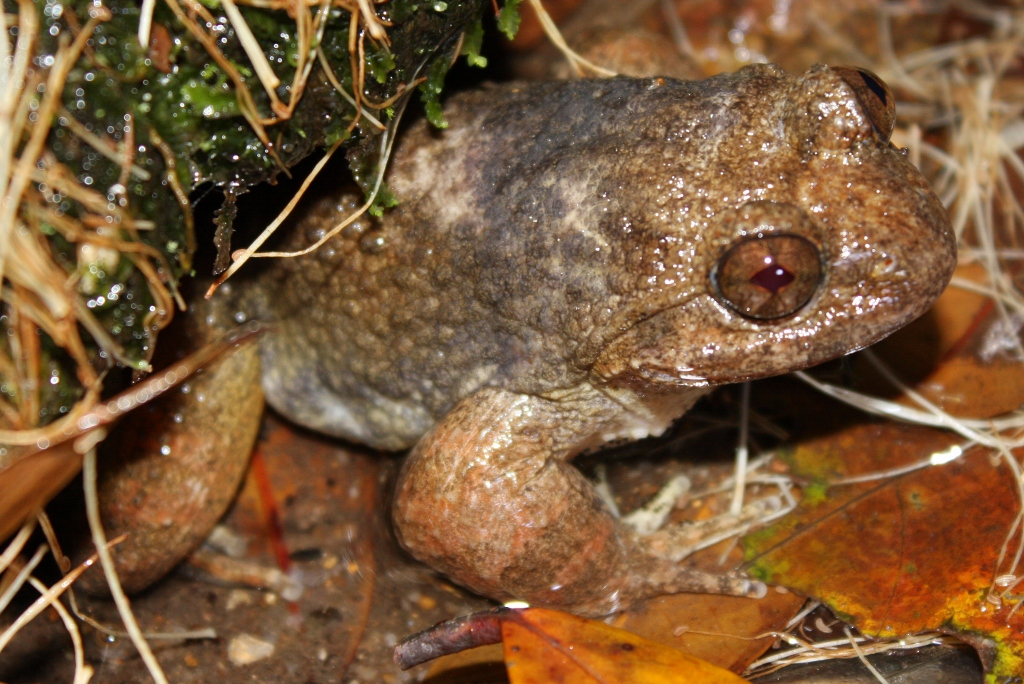
Quasipaa exilispinosa

## Publication originale
- Liu & Hu, 1975 : Report on three new species of Amphibia from Fujian Province. Acta Zoologica Sinica, vol. 21, p. 265-271.